# 広島高等学校 (旧制)
| 広島高等学校（広高） 旧・広高講堂（現在は広大附属中学・高校講堂） | 広島高等学校（広高） 旧・広高講堂（現在は広大附属中学・高校講堂） |
| ----------------------------------------------------------------- | ----------------------------------------------------------------- |
| 創立                                                              | 1923年                                                            |
| 所在地                                                            | 広島市                                                            |
| 初代校長                                                          | 十時弥                                                            |
| 廃止                                                              | 1950年                                                            |
| 後身校                                                            | 広島大学                                                          |
| 同窓会                                                            | 広島高等学校同窓会                                                |

旧制広島高等学校（きゅうせいひろしまこうとうがっこう）は、官立の旧制高等学校。略称は「広高」（ひろこう）。

## 概要
1923年（大正12年）12月に設立され、国内の官立高等学校としては姫路とともに最後（25番目）に設立された（広島高等師範学校・広島高等工業学校が既に設立されていたことが広高設立が遅れた理由といわれる）。創設経費80万円のうち40万円は広島県が負担した。現在の広島大学総合科学部（旧教養部）の構成母体である。卒業生により「広島高等学校同窓会」が結成されている。
校章は3枚の笹の葉（広島デルタの三篠川にちなむ）とデフォルメ化した「高」の字を組み合わせたデザイン。学生帽の白線は2条。スクールカラーは赤が多用された。
修業年限は3年で、文科および理科からなる高等科が設置された。隣接県にはいずれも高等学校が設立されていた（山口の山高、岡山の六高、島根の松江高、愛媛の松山高など）ため、広高は地元からの進学者がつねに半数以上を占め、広島が軍都・文教都市であった関係から教員・軍人の子弟が多かったことも特色といわれる。卒業生の大学進学率は高く（ほとんどが東大・京大進学者で、かつ法・経を志望した）、1930年（昭和5年）には全国一となった。蛮カラ色はそれほど強くなく、概して温和で学究的・紳士的と評価されていた。寄宿舎として「薫風寮」（1924年築）が設置されたが入寮志望者は少なかった。
現在、「広島高等学校」を校名としている学校としては広島県立広島高等学校があり、また、かつては広島工業大学付属校としての「広島高等学校」（現・広島なぎさ中学校・高等学校）が存在していたが、これらは旧制広島高校とは無関係である。

## 沿革
- 1923年12月10日：勅令第501号により設立。
- 1924年
  - 4月12日：第1回入学式。
  - 4月14日：授業開始。
  - 12月4日：寄宿舎「薫風寮」新築。
- 1928年1月12日：開校式挙行。
- 1934年6月6日：人事紛争に端を発する全校ストライキ（同盟休校）。
新保寅次校長が休職（6月26日）後辞任、生徒10名が処分（9月6日）。
- 1935年12月27日：広電宇品線の新軌道敷設にともない最寄り駅として高等学校前停留場が開設。
- 1943年11月15日：学徒出陣壮行会挙行。
- 1944年：呉海軍工廠・東洋鋼鈑下松工場・日本製鋼所広島製作所などへ学徒動員開始。
- 1945年
  - 8月6日：原爆に被災。
  - 8月26日：動員先の日本製鋼所工場で戦災死亡者合同慰霊祭挙行。
  - 10月：日本製鋼所内で授業を再開。
- 1946年
  - 2月：大竹に全面移転。
  - 10月25日：生徒大会を開き広高復興・復興運動を決議。各地で募金運動展開。
- 1947年10月：復興された皆実町校舎への移転を完了し記念祝典挙行。
- 1949年5月31日：国立学校設置法公布により設立された広島大学に包括され「広島大学広島高等学校」と改称、当時の皆実分校（後の教養部）構成の母体をなした。
- 1950年
  - 2月25日：最後の卒業式。
  - 3月31日：廃校。

### 原爆による被害
1945年（昭和20年）8月6日原爆被災時に大部分の広高生は勤労動員先におり、皆実町の校地では運動場の一角に航空輸送隊、寮の一部には数人の通信兵が駐屯していた。そして教官2名ずつが交代で寮で防衛宿直に従事していた。学生は文科の二年生のみが進級後に断続的な講義を受けていたが、次々に徴兵されたため、当日の朝礼には20人足らずの者しかいなかった（このことが、結果的にみて原爆による被害を抑えることとなった）。
原爆炸裂により校内の建物は大きく損傷、鉄筋コンクリート造の講堂・図書館・化学教室は窓などの損傷に止まったが、木造校舎・雨天体操場・銃器庫・食堂などは半壊し使用不能、寮はほとんど全壊という状況であった（しかし火災は発生しなかった）。日本製鋼所での動員作業に従事していた一年生は、6日当日がちょうど休電日だったこともあって外出許可が認められていたため、市内の自宅や外出先で被爆した。原爆による死亡者は即死または数ヶ月以内に死亡した者だけで教職員が3名、一年生が22名、二年生が2名、学年不明者が4名、計27名である。
新制広島大学移行後の1972年3月には広島大学原爆死没者慰霊行事委員会が発足して広高を含む広島大の旧制包括校の原爆犠牲者の慰霊事業が行われることとなり、その主要事業として1974年8月「広島大学原爆死没者追悼之碑」が建立された。この碑は広大本部が東広島キャンパスに移転したのちも東千田キャンパス内に残され、大学関係者によって毎年慰霊式典が行われている。

## 校地の変遷と継承

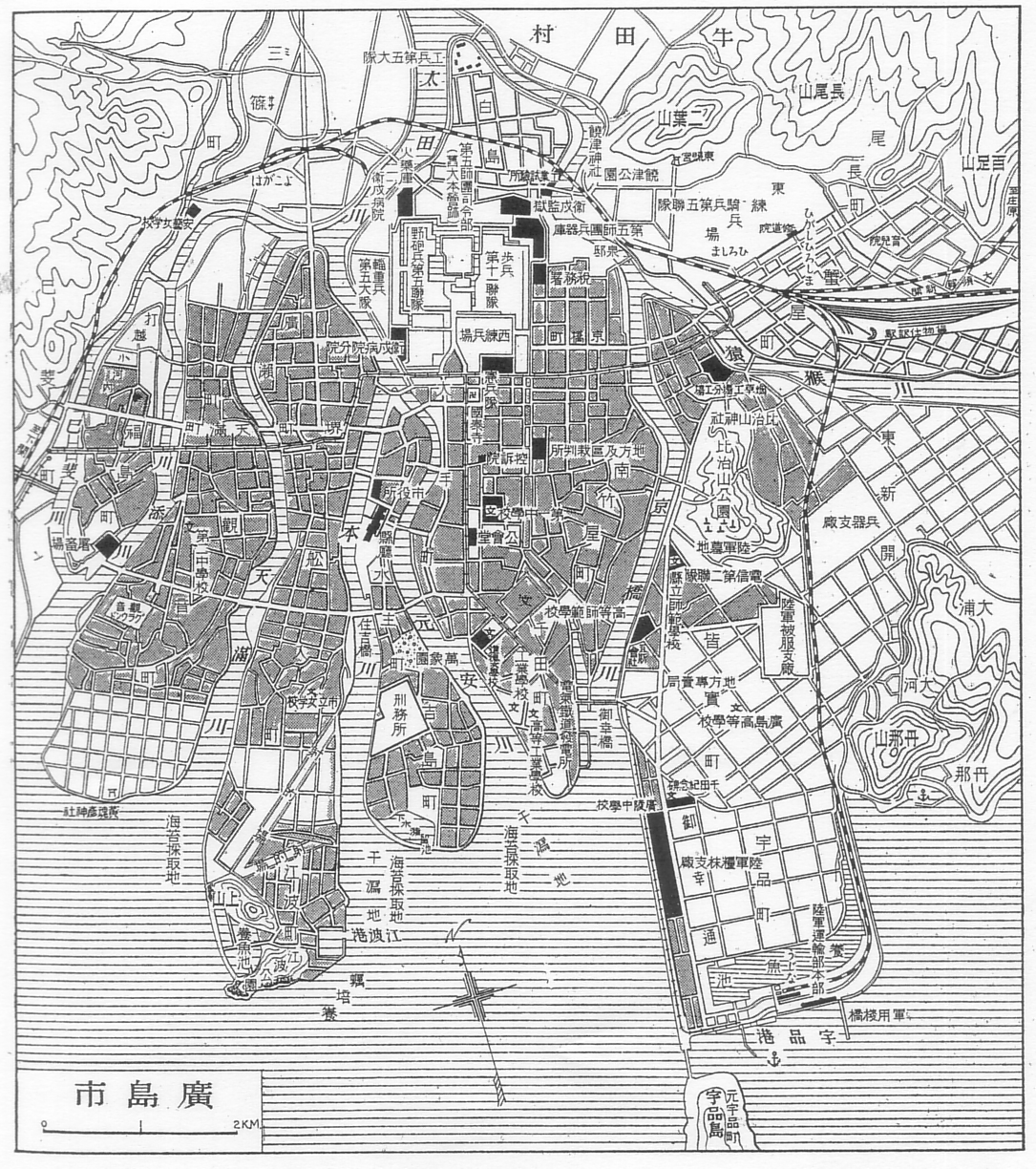
1930年頃の広島市地図 / 当時の広島高等学校（皆実町校舎）の所在地が示されている。

設立時以来、校地は広島市皆実町三丁目（現在は同市南区翠一丁目内）に位置していた。第二次世界大戦末期の1945年（昭和20年）7月には1年生が日本製鋼所広島製作所に動員されたため寄宿舎である薫風寮も同所内の寄宿舎に移転され、広高内の両者は陸軍に接収された。翌8月6日の原爆被災に際しては、校舎は全焼は免れたものの、全半壊あるいは大破して使用不能となり、また市内が全滅したため1946年（昭和21年）2月までに薫風寮も含め広島県佐伯郡大竹町（現在の大竹市）の海軍潜水学校校舎に移転した（大竹校舎）。生徒たちは街頭に立って旧校地移転のための募金運動を展開し、1947年（昭和22年）10月には主要校舎が復旧したため皆実町校地への復帰が開始され、1948年（昭和23年）3月までには完了した。
新制移行後は広島大学皆実分校（教養部）の校地として継承されたが、1961年（昭和36年）、教養部が東千田町（当時の本部キャンパス）に移転するのと入れ替わりに、本部キャンパスからは広島大学附属中学校・高等学校が移転（さらに64年には同附属小学校が移転）、現在に至っている。
また、寄宿舎だった薫風寮は、新制移行後の広島大学の学生寮の1つとして名称が継承され、旧制広高所在地に近い広島市南区出汐の広島陸軍被服支廠跡地に所在したが、広島大学キャンパスの東広島市移転で廃寮となった（寮となっていた建物自体はその後国に移管され、2020年8月時点で現存している）。
広高を記念するモニュメントとしては、広島城南西の中央公園に「広高の森」の碑、また被爆死した広高教授で歌人・国文学者でもあった中島光風の歌碑が建てられている。

### 広高講堂
広高の講堂（冒頭画像参照）は、1927年1月に竣工したRC造平屋建（一部2階建）の建造物である。原爆被災時には爆心地から2.69㎞の位置にあり、講堂自体の被害は軽微であった。戦後、新制広島大学への移行に際しては、同校が母体となった広大教養部（現・総合科学部）の施設としてそのまま使用された。その後1961年、教養部との校地交換によりそれまで本部（東千田）キャンパス（当時）に立地していた広大教育学部附属中・高校が移転してくると同校の講堂となり、2014年現在に至るまで現役の施設として使用されている。1998年には登録有形文化財に登録され、広大キャンパス内の多くの被爆建造物が取り壊し、あるいは（旧理学部1号館のような）放置の運命をたどるなか、例外的な存在となっている。

## 歴代校長

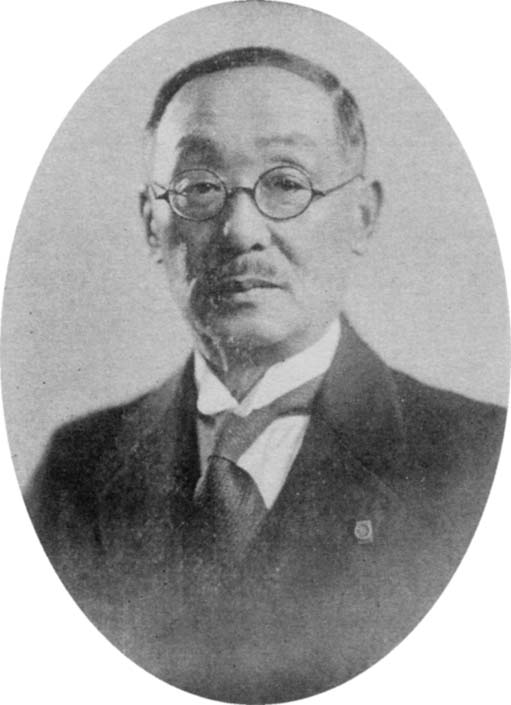
初代校長・十時弥

- 初代：十時弥（1923年12月11日[6] - 1932年3月31日）
第三高等学校教授より転任。第五高等学校校長に転じ退任。
- 第2代：新保寅次（1932年3月21日 - 1934年8月7日）
松本高等学校校長より転任。
1934年6月23日：生徒の同盟休校事件などにより休職。同年8月7日依願免職。
1934年6月23日 - 8月7日：石井忠純（督学官）が校長事務取扱。
- 第3代：岡上梁（1934年8月7日 - 1936年12月19日）
新潟高等学校校長より転任。浦和高等学校校長に転じ退任。
- 第4代：添野信（1936年12月19日 - 1940年1月13日）
大分高等商業学校校長より転任。第五高等学校校長に転じ退任。
- 第5代：菊池清治（1940年1月13日 - 1941年4月18日）
松山高等学校校長より転任。同校校長に再任され退任。
- 第6代：織田祐萠（1941年4月18日 - 1943年10月）
広高教授より昇任。静岡高等学校に転じ退任。
- 第7代：安藤祐専（1943年10月 - 1945年11月24日[7]）
第五高等学校教授より転任。退官により退任。
- 第8代：内藤匡（1945年11月24日[7] - ）
福岡高等学校より転任。

## 著名な出身者

### 文化・学術
- 近藤芳美：歌人。
- 丹下健三：建築家。
- 阿川弘之：作家。東京帝国大学文学部卒業。小説『春の城』で広高での学生生活を描写。
- 紀野一義：仏教学者、宗教研究家、作家。
- 富士川英郎：元東京大学教授（独文学）。リルケ・江戸期漢詩人の研究で有名。医学史家・富士川游の四男。
- 福村晃夫：名古屋大学名誉教授、初代人工知能学会会長。
- 唐津一：技術評論家、東海大学名誉教授
- 廣中俊雄：民法・法社会学者、東北大学名誉教授、警察制度研究
- 大橋吉之輔：アメリカ文学者、慶應義塾大学元教授
- 中山茂：科学史家、神奈川大学名誉教授
- 中条一雄：朝日新聞論説委員・スポーツライター。日本のサッカー記者の草分け。
- 大田堯：教育学者、東京大学名誉教授、都留文科大学元学長
- 植田敏郎：ドイツ文学者、翻訳家
- 高橋浩之：農林省官僚。コシヒカリ生みの親。
- 扇畑忠雄：国文学者・歌人、東北大学名誉教授
- 大田堯：教育学者、東京大学名誉教授
- 古田武彦：思想史家、昭和薬科大学元教授
- 小室直人:法学者
- 森田功:医師、作家
- 服藤弘司:法学者

### 政官
- 永野鎮雄：元参議院議員（自由民主党）
- 岡本悟：元参議院議員（自由民主党）、運輸事務次官
- 増岡康治：元参議院議員（自由民主党）、建設省河川局長
- 栂野泰二：元衆議院議員（日本社会党）、弁護士
- 粟屋敏信：元衆議院議員（太陽党）、建設事務次官
- 永野厳雄：元広島県知事
- 荒木武：元広島市長
- 平岡敬：前広島市長。
- 小松勇五郎：通商産業事務次官、通産省6代目企業局長（在任中に産政局長に名称変更）
- 安田巌：厚生事務次官、内務省出身
- 吉村仁：厚生事務次官、「医療費亡国論」
- 木田宏：文部事務次官
- 手塚良成：海上保安庁長官
- 井内慶次郎：文部事務次官
- 可部恒雄：最高裁判事

### 経済
- 上野淳一：元朝日新聞社社主
- 大原栄一：元富士重工社長
- 岡田茂：元東映社長
- 山本朗：元中国新聞社社長
- 富和宗一：元近畿日本鉄道社長
- 坂部武夫：元旭硝子社長
- 横地節男：元島津製作所社長
- 岡野良定：元三菱自動車工業会長
- 森田康：元日本経済新聞社社長
- 松谷健一郎：元中国電力社長